# (112) Ifigenia
(112) Ifigenia es un asteroide que forma parte del cinturón de asteroides y fue descubierto por Christian Heinrich Friedrich Peters desde el observatorio Litchfield de Clinton, Estados Unidos, el 19 de septiembre de 1870.
Está nombrado por Ifigenia, un personaje de la mitología griega.

## Características orbitales
Ifigenia está situado a una distancia media de 2,433 ua del Sol, pudiendo acercarse hasta 2,12 ua. Tiene una excentricidad de 0,1287 y una inclinación orbital de 2,604°. Emplea 1387 días en completar una órbita alrededor del Sol.